# Tinh hoàn
Tinh hoàn hay dịch hoàn, còn gọi thông tục là trứng dái, là một cơ quan sản xuất ra tinh trùng, đồng thời là tuyến nội tiết (tiết ra tiết tố nam testosterone) làm cho cơ thể phát triển nam tính để thành động vật giống đực.

## Giải phẫu học

### Hình thể
Có hai tinh hoàn phải và trái nằm dưới dương vật . Tinh hoàn trung bình có kích thước dài 4,5 cm, rộng 2,5 cm, dày 1,5 cm, cân nặng khoảng 20g. Tinh hoàn được bao bọc bởi một lớp vỏ xơ dày, trắng và không đàn hồi gọi là lớp áo trắng.
Bên trong, tinh hoàn được chia thành 300-400 tiểu thùy ngăn cách nhau bởi các vách xuất phát từ mặt trong của lớp áo trắng. Mỗi tiểu thùy có từ 2-4 ống sinh tinh xoắn. Tinh trùng do các ống này sinh ra được đổ vào các ống sinh tinh thẳng, rồi vào lưới tinh hoàn ở phần sau trên của mỗi tinh hoàn. Từ lưới tinh hoàn có 12-15 ống xuất dẫn tinh trùng vào các ống mào tinh. Ở giữa các ống sinh tinh có những nhóm tế bào kẽ tiết ra hormon testosteron.

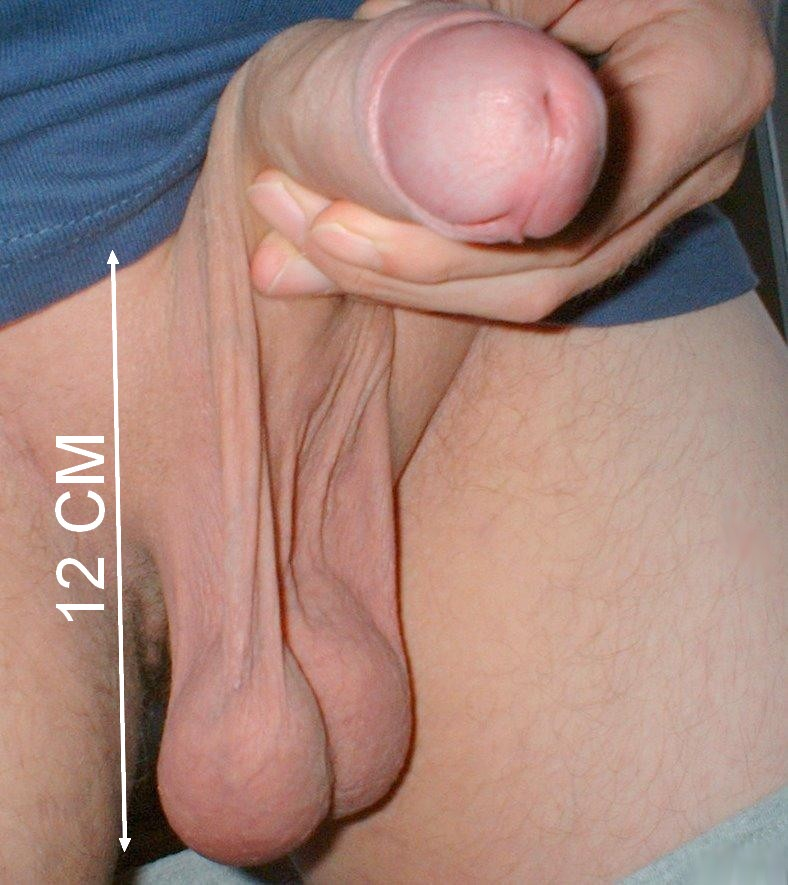

### Mào tinh hoàn
Mào tinh hoàn là một bộ phận nhỏ nằm dọc ở mặt sau bên tinh hoàn. Mào tinh hoàn bao gồm từ 10-12 ống xuất và ở người trưởng thành, chiều dài tổng cộng của các ống này lên đến 5–6 m. Cả về mặt hình thái lẫn chức năng, người ta thường chia mào tinh hoàn thành ba phần: Đầu mào tinh, thân mào tinh và đuôi mào tinh.
Sau khi sinh ra ở tinh hoàn, tinh trùng chuyển sang mào tinh ở một thời gian để phát triển hoàn thiện. Mào tinh vừa là phân xưởng cuối trong dây chuyền sản xuất, vừa là kho chứa tinh trùng. Từ đây, tinh trùng sẽ đi đến ống dẫn tinh.

### Ống dẫn tinh, túi tinh và tuyến tiền liệt
Tương ứng với hai bên tinh hoàn sẽ có hai ống dẫn tinh. Khi rời khỏi mào tinh, tinh trùng sẽ theo hai ống dẫn tinh bắt đầu cuộc hành trình của nó. Trên đường đi, tinh trùng gặp túi tinh và tuyến tiền liệt.
Túi tinh nằm giữa bàng quang và trực tràng. Các đường ra của túi tinh đổ vào các ống dẫn tinh, đoạn cuối của ống này đổ vào cổ tuyến tiền liệt, trước khi phóng tinh ra ngoài.
Tuyến tiền liệt rất nhỏ, chỉ bằng hạt dẻ, nằm ngay cổ bàng quang của nam giới, bao bọc quanh niệu đạo. Mặt sau tựa lên trực tràng còn mặt trước được cố định với xương chậu. Có thể dùng tay đưa sâu vào trong hậu môn, sờ ngược lên mặt trước sẽ thấy một vật hình cầu, đó chính là tuyến tiền liệt.
Túi tinh và tuyến tiền liệt tiết ra các chất dịch để nuôi dưỡng tinh trùng. Các chất dịch này hoà với tinh trùng tạo thành chất có tên là tinh dịch. Bình thường tinh dịch có màu trắng đục như nước vo gạo, khi mới ra khỏi cơ thể thường đặc rồi lỏng dần ra. Trong thành phần của tinh dịch, dịch tiết của túi tinh chiếm khoảng 50-80% thể tích, thành phần chính của nó là đường fructose, có đặc tính nhầy và kiềm.
Một phần tuyến tiền liệt có chức năng của một cơ co thắt, có vai trò quan trọng trong việc phóng thích dịch tiết của tuyến tiền liệt cũng như kiểm soát nước tiểu. Dịch tiết của tuyến tiền liệt chiếm khoảng 15-30% thể tích tinh dịch.

## Chức năng
Tinh hoàn được coi là "nhà máy" sản xuất ra tinh trùng. Mỗi ngày, hai tinh hoàn của một người đàn ông trẻ tuổi có khả năng sản sinh khoảng 120 triệu tinh trùng. Một lượng nhỏ được dự trữ trong mào tinh hoàn nhưng phần lớn tinh trùng được dự trữ ở ống dẫn tinh. Tại nơi dự trữ chúng có thể duy trì khả năng thụ tinh trong khoảng thời gian tối thiểu là một tháng.
Bên cạnh đó, tinh hoàn còn có một chức năng quan trọng khác là bài tiết hormon sinh dục nam (chủ yếu là Testosteron), quyết định các đặc tính của giới nam và điều khiển hoạt động của hệ sinh dục.